# 凯飒
凯飒 （德語：Joe Kaeser, 1957年6月23日—）是一位德国企业家，中文名叫凯飒。

## 生平

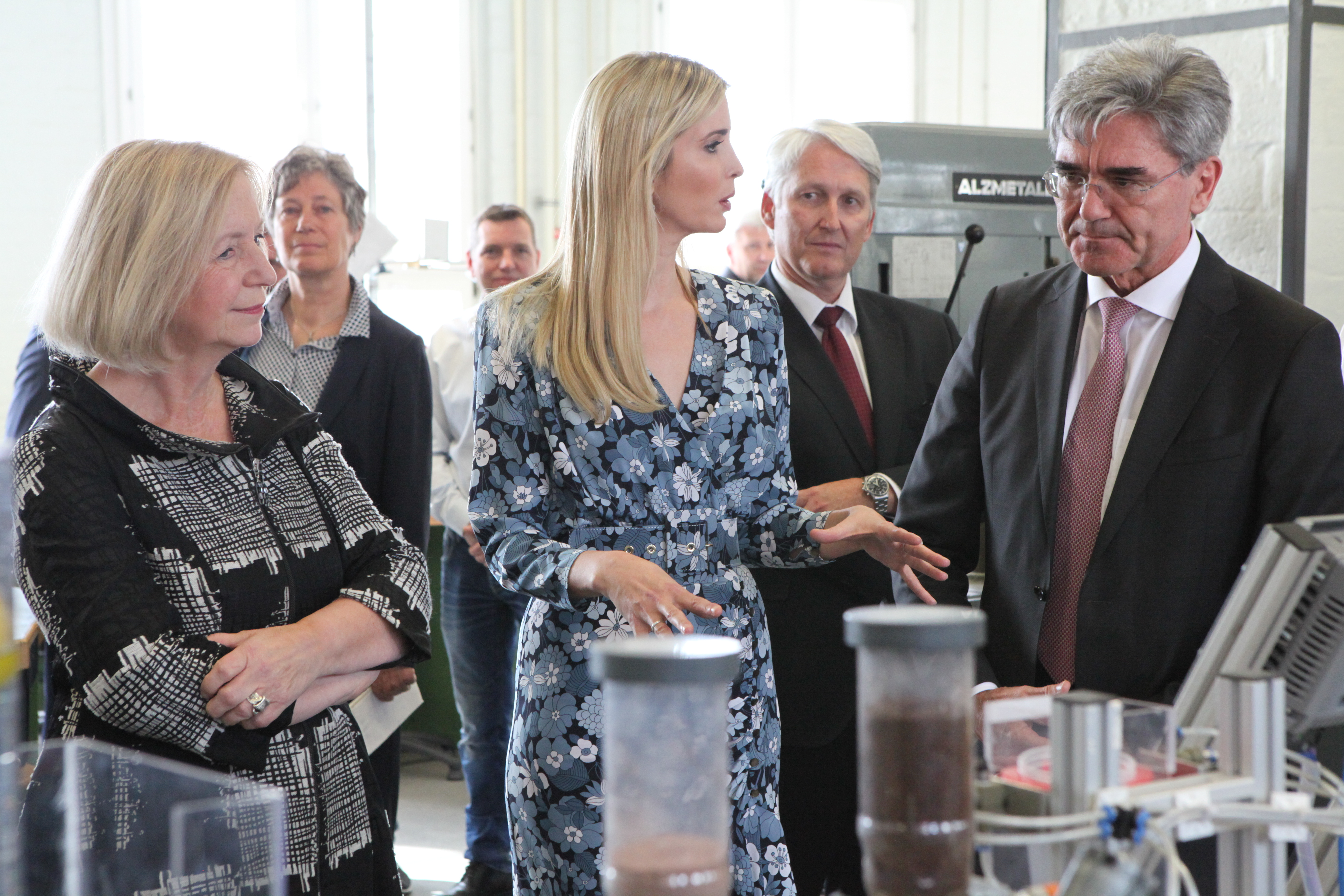
伊万卡·特朗普和凯飒

1957年出生于西德巴伐利亚州阿恩布鲁克。1980年加入西门子公司，曾经担任各处要职，2013年7月接替罗旭德担任西门子公司首席执行官，2014年提出“2020愿景”，2018年8月将公司九个业务集团整合为三个业务集团和三个战略公司。2020年3月19日卸任集团首席执行官，由博乐仁接任。
此外还担任安联、戴姆勒监事会成员，恩智浦半导体董事会成员。